# Kamui-Huci Corona
La Kamui-Huci Corona è una struttura geologica della superficie di Venere.